# 探偵物語 (1983年電影)
《探偵物語》（日语：探偵物語）是日本電影，於1983年由東映公司發行。
本片是藥師丸博子主演的第3部電影。

## 概要
本片由赤川次郎的同名小說改編，故事講述大學生新井直美將於一週後到美國留學。偵探辻山秀一受到委託擔當直美保鑣。此時，他的前妻捲入一宗謀殺案，為助前妻洗脫嫌疑，辻山決意查出真兇，直美亦從旁落力追查。
正當真相漸漸清晰，直美和辻山的感情亦起了意想不到的變化…

## 演員表
- 藥師丸博子：新井直美
- 松田優作：辻山秀一
- 秋川麗莎（日语：秋川リサ）：直木幸子
- 岸田今日子：長谷沼君江
- 北詰友樹（日语：北詰友樹）：永井裕
- 坂上味和（日语：坂上味和）：進藤正子
- Strong金剛（日语：ストロング金剛）：和田
- 林家木久藏（日语：林家木久扇）：警官
- 藤田進：國崎剛造
- 中村晃子（日语：中村晃子）：國崎三千代
- 鹿内孝（日语：鹿内孝）：國崎和也
- 荒井注（日语：荒井注）：赤川晶
- 蟹江敬三：高峰刑事
- 財津一郎（日语：財津一郎）：岡野

## 獎項
| - 第7屆日本電影金像獎（1984年） - 「最佳音樂獎」：加藤和彥 | - 第8屆報知電影獎（1983年） - 「最佳男主角獎」：松田優作 |

## 外部連結
- 互联网电影数据库（IMDb）上《探偵物語》的资料（英文）